# 메리 J. 블라이즈
메리 J. 블라이즈(영어: Mary J. Blige, 1971년 1월 11일 ~ )는 미국의 싱어송라이터이자 배우이다.
낮은 메조 소프라노 음색을 지닌 뛰어난 R&B 가수로서, 그래미 어워드 9회 수상 기록이 있다. 또한 그녀는 전 세계에서 약 4800만 장 이상의 판매고를 올린 것으로 알려져 있다.
유명한 히트곡으로는 힙합 프로듀서 닥터 드레와 작업한 〈Family Affair〉가 꼽히며, 미국과 프랑스 차트 1위에 올랐다.

## 앨범
- What's the 411? (1992)
- My Life (1994)
- Share My World (1997)
- Mary (1999)
- No More Drama (2001)
- Love & Life (2003)
- The Breakthrough (2005)
- Growing Pains (2007)
- Stronger With Each Tear (2009)
- My Life II... The Journey Continues (Act 1) (2011)
- A Mary Christmas (2013)
- The London Session (2014)
- Strength of a Woman (2017)

## 투어
- Share My World Tour (1998)
- The Mary Show Tour (2000)
- No More Drama Tour (2002)
- Love & Life Tour (2004)
- Breakthrough Experience Tour (미국) (2006)
- Heart of the City Tour (with 제이지) (미국) (2008)
- Growing Pains Tour (유럽) (2008)
- Love Soul Tour (with 로빈 시크) (미국) (2008)

## 출연 작품
- 셜록 놈즈 (2018) - 아이린 역 (더빙)
- 트롤: 월드 투어 (2020) - 에센스 여왕 역 (더빙)
- 엄브렐러 아카데미 (202?) -

## 같이 보기
- 대중음악의 별명 목록